# Bach-Prachtspiere
Die Bach-Prachtspiere (Astilbe rivularis) ist eine Pflanzenart aus der Gattung Prachtspieren (Astilbe) in der Familie der Steinbrechgewächse (Saxifragaceae).

## Merkmale
Die Bach-Prachtspiere ist eine ausdauernde, krautige Pflanze, die Wuchshöhen von 60 bis 250 Zentimeter erreicht. Es wird ein Rhizom als Überdauerungsorgan ausgebildet. Die Stängel, Blattstiele und Blattunterseiten sind behaart. Die wechselständigen, gestielten Laubblätter sind zwei- bis dreifach gefiedert. Die Fiederblättchen messen 4 bis 14,5 × 1,7 bis 8,4 Zentimeter mit doppeltgesägten Blatträndern. Die häutigen Nebenblätter sind etwa 1 cm lang.
Der rispige, verzweigte, vielblütige Blütenstand hat eine Länge von bis zu 42 Zentimeter mit 1 bis 8 Zentimeter langen Verzweigungen. Die Hochblätter weisen eine Größe von 1,1 bis 1,4 × 0,2 bis 0,6 mm auf. Die Blütenstiele sind 0,6 bis 1,8 mm lang. Die Blüten sind klein. Die vier bis fünf grünen Kelchblätter weisen eine Größe von 1,2 bis 1,5 × etwa 1 mm auf. Kronblätter fehlen oder es sind zuweilen ein (bis fünf) rudimentär angelegt. Es sind meist fünf (selten zehn bis zwölf) 0,2 bis 2,4 mm lange Staubblätter vorhanden. Die Stempel sind etwa 2 mm lang. Die zwei teilweise oberständigen Fruchtblätter sind nur an ihrer Basis verwachsen. Der Griffel ist kürzer als 1 mm und endet in einer kopfigen Narbe. Die Blütezeit liegt im August, in China von Juni bis November.
Die zweifächerige Kapselfrucht ist etwa 4 mm lang und enthält viele 2 mm lange Samen.

## Vorkommen
Die Bach-Prachtspiere kommt in China, Bhutan, Sikkim, Nepal, Nord-Indien, Indonesien, Vietnam, Laos und Thailand in Wäldern, Waldrändern, Gebüschen, Wiesen, Schluchten und Gewässerrändern in Höhenlagen von 900 bis 3200 Meter vor.

## Varietäten
Es gibt mindestens drei Varietäten:
- Astilbe rivularis var. angustifoliolata H.Hara: Sie kommt im nördlichen Myanmar und im nordwestlichen Yunnan in Höhenlagen von 1500 bis 2800 Metern Meereshöhe vor.[1]
- Astilbe rivularis var. myriantha (Diels) J.T.Pan: Sie kommt im südöstlichen Gansu, in Guizhou, im westlichen Henan, in Hubei, Shaanxi, Sichuan und vielleicht auch in Tibet vor.[1]
- Astilbe rivularis Buch.-Ham. ex D.Don var. rivularis.

## Nutzung
Die Bach-Prachtspiere wird selten als Zierpflanze für Gehölzgruppen, Staudenbeete und Gewässerränder genutzt. Sie ist seit spätestens 1824 in Kultur. Es gibt mehrere Varietäten.